# Хупер, Глэдис
Глэ́дис Ху́пер (англ. Gladys Hooper; 18 января 1903, Лондон, Великобритания — 9 июля 2016, Райд) — британская долгожительница, имевшая статус самой старой жительницы Великобритании.

## Биография
Родилась в Южном Лондоне. За жизнь она встретилась с рядом известных людей, такими как изобретатель Томас Эдисон и летчица Эми Джонсон. Сама Хупер также была лётчицей.
Когда ей задали вопрос, в чём причина её долголетия, она сказала: «Я всегда занята». У Хупер есть сын, четверо внуков и шестеро правнуков.
Я всегда жила честно, никогда не делала глупостей, не выходила за рамки, всегда была активной. Думаю, активность, как ничто другое сохраняет молодость. Я всегда делала то, что хотела, и помогала другим, сколько могла. Я не чувствую своего возраста, и не вижу разницы в качестве жизни с тем временем, когда мне было 70 лет.
15 октября 2015 года перенесла операцию по пересадке тазобедренного сустава. Хупер стала самым старым известным науке человеком, перенесшим подобную операцию. После операции переехала в дом престарелых, где и скончалась 9 июля 2016 года.